# Thaumasius
Thaumasius és un gènere d'ocells de la subfamília dels troquilins (Trochilinae) dins la família dels troquílids (Trochilidae).

## Taxonomia
Les espècies que formen aquest gènere eren adés incloses a Leucippus, gènere que es va demostrar polifilètic arran un estudi molecular publicat el 2014.
Aquesta troballa va propiciar que fora ressuscitat el gènere Thaumasius que havia estat introduït per Philip Sclater el 1879. Avui és separat en dues espècies:
- Thaumasius baeri – colibrí de Tumbes.
- Thaumasius taczanowskii - colibrí de Taczanowski.